# لورا نايلز
لورا نايلز (بالإنجليزية: Laura Niles)‏ هي ممثلة أمريكية، ولدت في 28 أبريل 1978 في لوس أنجلوس في الولايات المتحدة.

## وصلات خارجية
- الموقع الرسمي
- لورا نايلز على موقع IMDb (الإنجليزية)
- لورا نايلز على موقع قاعدة بيانات الفيلم (الإنجليزية)